# Ricky Aitamai
Ricky Aitamai (22 de dezembro de 1991) é um futebolista taitiano que joga como meio-campista. Atualmente, defende o AS Vénus.

## Carreira
Revelado pelo AS Vénus, joga no clube desde que iniciou sua carreira, em 2011, vencendo o Campeonato Taitiano em 2018–19 - título que não vinha desde a temporada 2001–02.

## Seleção Taitiana
Pela Seleção Taitiana de Futebol, Aitamai estreou em 2013, tendo feito parte do elenco que disputou a Copa das Confederações de 2013, sendo um dos 2 jogadores do Vénus que integraram a equipe (o outro foi o atacante Teaonui Tehau). Foi escalado por Eddy Etaeta nas 3 partidas dos Toa Aito, que foram eliminados na fase de grupos. Antes da competição, o meio-campista chegou a adiar o final do semestre na graduação em Finanças.
Só voltaria a defender o Taiti em 2016, nos jogos contra Nova Caledônia e Ilhas Salomão, válidos pela Copa das Nações da OFC, que também foi parte das eliminatórias da OFC para a Copa de 2018.

## Títulos
AS Vénus
- Campeonato Taitiano: 1 (2018–19)

## Links
- Ricky Aitamai em National-Football-Teams.com